# Вільям Різ
Вільям Різ (18 грудня 1943, Канада) — професор Університету Британської Колумбії і колишнім директором Школи місцевого та регіонального планування (SCARP) в UBC. 
З 1969-70 Різ викладав в Університеті Британської Колумбії. Його основний інтерес полягає у державній політиці та плануванні, що стосуються глобальних екологічних тенденцій та екологічних умов для сталого соціально-економічного розвитку. Він є ініціатором концепції «екологічного сліду» та співрозробник методу розрахування.

## Біографія
Вільям Різ отримав ступінь доктора філософії з екології у Торонтському університеті. Він заснував школу «Охорона навколишнього середовища та ресурсів» (англ. School of Community and Regional Planning — SCARP), та з 1994 по 1999 рік був директором школи. Книга Різа про аналіз екологічного сліду «Наш екологічний слід» (англ. Our Ecological Footprint) (у співавторстві з тодішнім аспірантом доктором Матісом Ваккернагелем ), була опублікована в 1996 році і тепер доступна англійською, китайською, французькою, німецькою, угорською, італійською, японською, латиською та Іспанською мовами. 
Значна частина робот Різа знаходиться в області екологічної економіки та екології людини. Він є найбільш відомим в області розвитку аналізу екологічного сліду з його тодішнім аспірантом Матісом Вакернагелем. Екологічний слід є кількісним інструментом, який оцінює екологічний вплив людства на екосферу з точки зору пристосованої екосистемної (земної та водної) зони. Це дослідження виявляє фундаментальну несумісність між тривалим матеріальним економічним зростанням і екологічною безпекою і допомогло відновити питання про несучу здатність людини, як увага в області сталого розвитку. 

## Академічні, політичні та наукові інтереси
Різ — член-засновник і недавній президент Канадського товариства екологічної економіки. Він також є науковим співробітником Інституту післявуглецевої промисловості (Post Carbon Institute) та співдослідником проекту «Глобальна цілісність», спрямованого на визначення екологічних та політичних вимог до збереження біорізноманіття. У його нинішньому книжковому проекті розглядаються фактори, які, призводять до повторення циклу людського колапсу. Динамічний доповідач, Різ був запрошений для читання лекцій з його експертних областей до Канади і США, а також до Австралії, Австрії, Бельгії, Китаю, Фінляндії, Франції, Німеччини, Угорщини, Японії, Мексики, Нідерланди, Норвегії, Індонезії, Італії, Кореї, країн колишнього СРСР, Іспанії, Шрі-Ланки, Швеції та Великої Британії. 
Наукові інтереси Різа відносяться до наступних предметних областей: 
1. Біоекологія людини і екологічна основа цивілізації
2. Екологічна економіка: Біофізичні реалії в розподілі ресурсів
3. Глобальні зміни і динаміка суспільного колапсу. [2]

В даний час Різ є членом Національної ради радників Мережі пропускної спроможності, організації, яка виступає за скорочення імміграції для досягнення стабілізації населення США та збереження ресурсів, і закликає до «національної активізації, досягнутої завдяки вихованню освіти, сім'ї, самостійності громад, традицій і національної єдності».

## Філософія
Риз сказав, що «проєкт просвітництва», вкоренився як це відбувається в картезіанському дуалізмі, що призвело до техно-індустріального суспільства, яке бачить себе як відокремлене від біофізичного світу. Цей дуалізм і його експансійно- матеріалістичний світогляд є основою багатьох «екологічних проблем», що стоять перед людством.

## Нагороди та відзнаки
Зовсім недавно Вільям Різ отримав медаль декана з відзнаки (факультет прикладної науки UBC 2016) і премію Германа Далі 2015 року в галузі екологічної економіки (USSEE).  
У 2012 році він був удостоєний премії Blue Planet 2012 (спільно з д-ром Mathis Wackernagel), премією Кеннета Боулдінга 2012 року в галузі екологічної економіки (ISEE) та почесною докторською дисертацією Університету Лаваль. 
Раніше він був лауреатом стипендії Trudeau 2007, щорічної нагороди, присудженої Фондом П'єра Елліотта Трюдо «... в знак визнання видатних досягнень, інноваційних підходів до питань державної політики та прихильності до громадської участі», а в 2006 році обраний членом Королівського товариства Канади (FRSC). Різ був членом команди-переможця, яка отримала нагороду City of Barcelona 2004 (Multimedia Category) за виставку «Населяючи світ».  
У 2000 році The Vancouver Sun визнав його одним з провідних «громадських інтелектуалів» Британської Колумбії.  
У 1997 році UBC нагородила Вільяма Ріса старшою науковою премією Killam. 

## Публікації
- Різ, WE 2006. «Екологічні відбитки та біо-потенціал: необхідні елементи в оцінці сталого розвитку». Розділ 9 в Джо Девульф і Герман Ван Лангенхове (ред.) Технологія на основі відновлюваних джерел енергії: оцінка стійкості, с.   143–158. Чичестер, Велика Британія: Джон Війлі та сини.
- Різ, WE 2006. «Чому звичайна економічна логіка не захистить біорізноманіття». Глава 14 в DM Lavigne (ed. ). Отримання знань: у процесі екологічної стійкості, с.   207–226. Міжнародний фонд добробуту тварин, Гельф, Канада, і університет Лімерика, Лімерик, Ірландія.
- Різ, WE 2004. «Чи є людство фатальним успіхом?» Журнал ділового адміністрування та аналізу політики 30–31: 67–100 (2002–2003).
- Різ, WE 2003. «Розуміння міських екосистем: перспективи екологічної економіки». Розділ в Алана Берковіца та ін., Розуміння міських екосистем. Нью-Йорк: Springer-Verlag.
- Різ, WE 2002. «Глобалізація і сталий розвиток: конфлікт чи конвергенція?» Вісник науки, техніки та суспільства 22 (4): 249–268.
- Вакернагель, M. і В. Різ. 1996. «Наш екологічний слід: скорочення людського впливу на Землю». Видавці Нового суспільства.
- Різ, WE 1992. «Екологічні сліди та привласнена вантажопідйомність: Що виходить з економіки міста».  [Архівовано 2 травня 2019 у Wayback Machine.] Середовище і урбанізація 4 (2): 121–130.